# Härte 10
Härte 10 ist ein von der Bavaria im Auftrag des WDR produzierter Fünfteiler der ARD, der im Jahr 1974 produziert und in diesem und im Folgejahr ausgestrahlt wurde. In der Erzählung rund um das Diamantengeschäft im südlichen Afrika wird eine junge Diamantenschmugglerin immer tiefer in die harte Welt des Diamanten-Business hineingezogen, in der Diebstahl und Mord nichts Ungewöhnliches sind.

## Handlung
Nadine Mercier lebt in Südafrika vom Diamantenschmuggel. Als ihr zwielichtiger Freund Abdul Carraco sie an die Konkurrenz verrät, möchte sie aussteigen und fliegt nach Europa zurück. Im Flugzeug lernt sie den Industriellen Martin Melchior kennen, der sich in sie verliebt und sie heiratet. Bald kommt sie dahinter, dass auch ihr Mann in krumme Diamantengeschäfte verwickelt ist. Wieder zurück in Südafrika findet sie in Piet van Straaten eine neue Liebe und zieht sich mit ihm in die Wüste zurück, um ihre eigene Mine zu erschließen. Doch Martin Melchior sinnt auf Rache!

## Hintergrund
Die Dreharbeiten für diese sehr aufwändige Produktion (Budget 4,5 bis 6 Millionen D-Mark) fanden in Südafrika (Johannesburg, Kapstadt), Südwestafrika (Kalahari), Belgien (Brüssel, Antwerpen), Deutschland und Frankreich statt. Kritisch wurde damals vermerkt, dass dieser Fünfteiler im Zeitraum von fast zwei Monaten ausgestrahlt und damit unnötig in die Länge gezogen wurde.

## Gastdarsteller
Gastauftritte hatten in dieser Serie unter anderen Rolf Schimpf, Horst Naumann und Herbert Fux.

## Episoden
| Folge | Titel      | Erstausstrahlung  |
| ----- | ---------- | ----------------- |
| 1     | Nadine     | 14. Dezember 1974 |
| 2     | Sir Harold | 28. Dezember 1974 |
| 3     | Piet       | 11. Januar 1975   |
| 4     | Abdul      | 25. Januar 1975   |
| 5     | Martin     | 8. Februar 1975   |

## DVD-Veröffentlichung
Die Serie wurde am 18. Januar 2010 von Studio Hamburg Enterprises in der Reihe Straßenfeger veröffentlicht (Straßenfeger 18: Das Ding/Härte 10, insgesamt 4 DVDs).